# Янувка (Подляское воеводство)
Яну́вка (пол. Janówka, лит. Jonava) — село в Польше, входит в гмину Августув Августовского повята Подляского воеводства.

## География
Село располагается в 9 км от административного центра сельско=городской гмины Августова и в 90 км от Белостока. Через село проходит дорога 664.

## История
До VIII века в местных окрестностях проживали ятвяги. С XIII до 1795 года село входило в Великое княжество Литовское и называлось Йонава. В 1920 году согласно договору между РСФСР и Литвой село Йонава перешло к Литве. После Второй мировой войны село перешло к Польше и стало называться Янувка.

## Население
По данным переписи 2011 года, в селе проживало 442 человека.

## Достопримечательности
- Церковь Успения Пресвятой Девы Марии, являющаяся историко-архитектурным памятником Подляского воеводства[3].

## Известные жители и уроженцы
- Ромуальд Каминский (род. 1955 г.) – вспомогательный епископ епархии Элка.